# Olympische Sommerspiele 2024/Segeln – Windsurfen iQFoiL (Frauen)
Die Segelregatta im Windsurfen mit dem IQFoiL der Frauen bei den Olympischen Sommerspielen 2024 wurde vom 29. Juli bis 3. August vor dem Marina de Marseille ausgetragen.
Erstmals wurde in der olympischen Geschichte das Windsurfen mit IQFoiL-Brettern ausgetragen. In Tokio 2020 wurde das Windsurfen mit den RS:X Brettern ausgetragen.

## Zeitplan
| ● | Regatta | ● | Medaillenrennen |

| Datum   | Juli    | Juli      | Juli      | August   | August                                              | August                                   |
| Datum   | 29. Mo. | 30. Di.   | 31. Mi.   | 1. Do.   | 2. Fr.                                              | 3. Sa.                                   |
| ------- | ------- | --------- | --------- | -------- | --------------------------------------------------- | ---------------------------------------- |
| Regatta | 1/2     | 3/4/5/6/7 | 8/9/10/11 | 12/13/14 | Viertelfinale Halbfinale Medaillenrennen verschoben | Viertelfinale Halbfinale Medaillenrennen |

## Ergebnisse
| - † = Streichergebnis - UFD = „U“ flag disqualification (Disqualifiziert (Start unter „U“-Flagge)) - BFD = „Black“ flag disqualification (Disqualifiziert (Start unter schwarzer Flagge)) - RDG = Redress given (Anerkannte Abhilfe) - DNF = Did not finish (Rennen nicht beendet) - DNC = Did not contested (Nicht in den Startbereich gekommen) - DPI = Discretionary Penalty Imposed (Ermessensstrafe verhängt) - DSQ = Disqualifikation - RET = Retired (Zurückgezogen nach Wettbewerbsbeginn) - OCS = On the course side of the starting line (Falsche Position bei Start) |

### Vorrunde
| Rang | Athletin          | Nation             | Regatta    | Regatta   | Regatta | Regatta   | Regatta | Regatta | Regatta   | Regatta | Regatta | Regatta   | Regatta | Regatta    | Regatta   | Regatta     | Punkte | Punkte                |
| Rang | Athletin          | Nation             | 1          | 2         | 3       | 4         | 5       | 6       | 7         | 8       | 9       | 10        | 11      | 12         | 13        | 14          | Gesamt | Mit Streich- ergebnis |
| ---- | ----------------- | ------------------ | ---------- | --------- | ------- | --------- | ------- | ------- | --------- | ------- | ------- | --------- | ------- | ---------- | --------- | ----------- | ------ | --------------------- |
| 1    | Emma Wilson       | Großbritannien     | 1          | 2         | 1       | 2         | 17†     | 1       | 1         | 1       | 1       | 3†        | 1       | 1          | 3         | 3           | 38     | 18                    |
| 2    | Sharon Kantor     | Israel             | 25† (DSQ)  | 6         | 10      | 1         | 1       | 3       | 4         | 2       | 15†     | 1         | 2       | 6          | 2         | 11          | 89     | 49                    |
| 3    | Marta Maggetti    | Italien            | 5          | 3         | 4       | 20†       | 11      | 4       | 3         | 8       | 4       | 4         | 4       | 15†        | 11        | 9           | 105    | 70                    |
| 4    | Hélène Noesmoen   | Frankreich         | 12         | 19        | 2       | 9         | 5       | 11      | 6         | 4       | 2       | 25† (DSQ) | 6       | 10         | 12        | 25† (BFD)   | 148    | 98                    |
| 5    | Kateřina Švíková  | Tschechien         | 8          | 8         | 18†     | 10        | 6       | 7       | 13        | 3       | 18      | 8         | 15      | 5          | 19†       | 4           | 138    | 101                   |
| 6    | Maja Dziarnowska  | Polen              | 7          | 10        | 23†     | 13        | 8       | 6       | 11        | 14      | 12      | 25† (DSQ) | 8       | 4          | 7         | 2           | 150    | 102                   |
| 7    | María Bazo        | Peru               | 4          | 4         | 8       | 12        | 7       | 12      | 8         | 21†     | 11      | 6         | 5       | 18,5 (DPI) | 7,5 (DPI) | 20,5† (DPI) | 144,5  | 103                   |
| 8    | Theresa Steinlein | Deutschland        | 3          | 11        | 12      | 16†       | 16      | 13      | 2         | 5       | 5       | 13        | 12      | 25† (UFD)  | 9         | 7           | 149    | 108                   |
| 9    | Veerle ten Have   | Neuseeland         | 25† (DSQ)  | 15        | 16      | 8         | 18†     | 5       | 12        | 11      | 3       | 5         | 3       | 2          | 16        | 13          | 152    | 109                   |
| 10   | Yan Zheng         | China              | 2          | 20†       | 11      | 25† (DSQ) | 3       | 2       | 17        | 17      | 18      | 11        | 16      | 7          | 1         | 5           | 155    | 110                   |
| 11   | Mina Mobekk       | Norwegen           | 13         | 16        | 9       | 18†       | 2       | 15      | 7         | 18      | 9       | 7         | 7       | 9          | 8         | 21†         | 159    | 120                   |
| 12   | Palma Čargo       | Kroatien           | 17         | 14        | 3       | 4         | 13      | 8       | 15        | 9       | 19      | 9         | 9       | 25† (UFD)  | 25† (DNF) | 1           | 171    | 121                   |
| 13   | Mariana Aguilar   | Mexiko             | 15         | 7         | 14      | 25† (BFD) | 19†     | 18      | 5         | 15      | 16      | 14        | 10      | 3          | 13        | 8           | 182    | 138                   |
| 14   | Ma Kwan Ching     | Hongkong           | 6          | 5         | 15      | 5         | 10      | 17      | 18        | 7       | 21†     | 17        | 14      | 25† (UFD)  | 15        | 10          | 185    | 139                   |
| 15   | Pilar Lamadrid    | Spanien            | 25† (DSQ)  | 1         | 24†     | 14        | 12      | 14      | 20        | 19      | 7       | 2         | 11      | 13         | 4         | 23          | 189    | 140                   |
| 16   | Sara Wennekes     | Niederlande        | 10,3 (DPI) | 12        | 21†     | 15        | 4       | 10      | 19        | 16      | 8       | 15        | 20†     | 12         | 17        | 16          | 195,3  | 154,3                 |
| 17   | Ingrid Puusta     | Estland            | 25† (BFD)  | 9         | 13      | 11        | 15      | 9       | 10        | 13      | 17      | 18        | 22†     | 18         | 14        | 15          | 209    | 162                   |
| 18   | Merve Vatan       | Türkei             | 20         | 23        | 5       | 3         | 14      | 20      | 25† (DNS) | 12      | 13      | 10        | 19      | 14         | 25† (DNF) | 12          | 215    | 165                   |
| 19   | Natasa Lappa      | Zypern             | 16         | 25† (BFD) | 7       | 17        | 20      | 21      | 16        | 10      | 6       | 16        | 13      | 25† (UFD)  | 6         | 22          | 220    | 170                   |
| 20   | Johanna Hjertberg | Schweden           | 18         | 17        | 6       | 19        | 23      | 24†     | 25† (DNS) | 6       | 10      | 20        | 17      | 17         | 18        | 6           | 226    | 177                   |
| 21   | Lina Eržen        | Slowenien          | 14         | 13        | 17      | 7         | 9       | 19      | 9         | 23      | 24†     | 19        | 23      | 25† UFD    | 10        | 17          | 229    | 180                   |
| 22   | Dominique Stater  | Vereinigte Staaten | 11         | 22†       | 20      | 6         | 21      | 16      | 25† (DNF) | 22      | 20      | 12        | 18      | 8          | 20        | 14          | 235    | 188                   |
| 23   | Lorena Abicht     | Österreich         | 10         | 18        | 22      | 25† (BFD) | 22      | 23      | 25† (DNF) | 24      | 22      | 22        | 21      | 11         | 25 (DNF)  | 20          | 290    | 240                   |
| 24   | Chiara Ferretti   | Argentinien        | 19         | 21        | 19      | 21        | 24†     | 22      | 14        | 20      | 23      | 21        | 24      | 19         | 25† (DNF) | 19          | 291    | 242                   |

### Finalrunde
| Rang | Athletin          | Nation         | Viertelfinale | Halbfinale | Medaillen- rennen |
| ---- | ----------------- | -------------- | ------------- | ---------- | ----------------- |
| 1    | Marta Maggetti    | Italien        | Freilos       | 2          | 1                 |
| 2    | Sharon Kantor     | Israel         | Freilos       | 1          | 2                 |
| 3    | Emma Wilson       | Großbritannien | Freilos       | Freilos    | 3,5 (DPI)         |
| 4    | María Bazo        | Peru           | 2             | 3          | –                 |
| 5    | Yan Zheng         | China          | 1             | 4          | –                 |
| 6    | Theresa Steinlein | Deutschland    | 3             | –          | –                 |
| 7    | Hélène Noesmoen   | Frankreich     | 4             | –          | –                 |
| 8    | Maja Dziarnowska  | Polen          | 5             | –          | –                 |
| 9    | Kateřina Švíková  | Tschechien     | 6             | –          | –                 |
| 10   | Veerle ten Have   | Neuseeland     | 7             | –          | –                 |